# Kroatisch basketbalteam (mannen)
Het Kroatisch nationaal basketbalteam is een team van basketballers dat Kroatië vertegenwoordigt in internationale wedstrijden. De nationale basketbalbond van Kroatië, Hrvatski Košarkaški Savez, is verantwoordelijk voor dit team.
Het Kroatisch nationaal basketbalteam was net na het uiteenvallen van groot basketballand Joegoslavië een succesvol team. De eerste keer dat het deelnam aan de Olympische Zomerspelen won het team de zilveren medaille. De eerste keer dat Kroatië participeerde aan het Wereldkampioenschap basketbal behaalde het brons en de eerste twee keer dat het team meedeed aan Eurobasket werd de derde plaats tweemaal bereikt. Na 1996 kwam het Kroatisch basketbalteam in een dip, waar het nog steeds niet geheel uit is gekomen. De laatste keer dat het land mee deed aan een groot internationaal toernooi, werd het zesde (Olympische Spelen 2008).
Een van de beste en bekendste spelers van Europa en Kroatië was Dražen Petrović. 

## Kroatië tijdens internationale toernooien

### Wereldkampioenschap
- WK basketbal 1994: 3e
- WK basketbal 2010: 14e
- WK basketbal 2014: 10e

### Eurobasket
- Eurobasket 1993: 3e
- Eurobasket 1995: 3e
- Eurobasket 1997: 11e
- Eurobasket 1999: 11e
- Eurobasket 2001: 7e
- Eurobasket 2003: 11e
- Eurobasket 2005: 7e
- Eurobasket 2007: 6e
- Eurobasket 2009: 6e
- Eurobasket 2011: 13e
- Eurobasket 2013: 4e
- Eurobasket 2015: 9e
- Eurobasket 2017: 10e
- Eurobasket 2022: 12e

### Olympische Spelen
- Olympische Spelen 1992: 2e
- Olympische Spelen 1996: 7e
- Olympische Spelen 2008: 6e
- Olympische Spelen 2016: 5e